# The Mystery Pilot

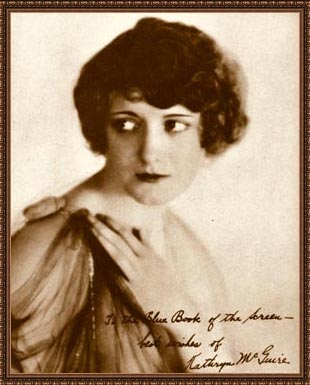
Kathryn McGuire, atriz do seriado.

Mystery Pilot é um seriado estadunidense de 1926, gênero ação, dirigido por Harry Moody, em 10 capítulos, estrelado por Rex Lease, Kathryn McGuire e Jack McCredie. Único seriado produzido pela Sovereign Feature Productions, foi distribuído pela Rayart Pictures Corporation, e veiculou nos cinemas estadunidenses a partir de maio de 1926.
Este seriado é considerado perdido.

## Elenco
- Rex Lease como Bob Jones
- Kathryn McGuire como June Finlay
- Jack McCredie como Coronel Mark Finlay (creditado Jack McReedy)
- Max Asher como George Smith
- Barney Furey como Harry Jacobs / Mystery Pilot
- Ray Childs como Bill Joyce
- Fred Kelsey como Skipper Larsen